# Fighter Mafia

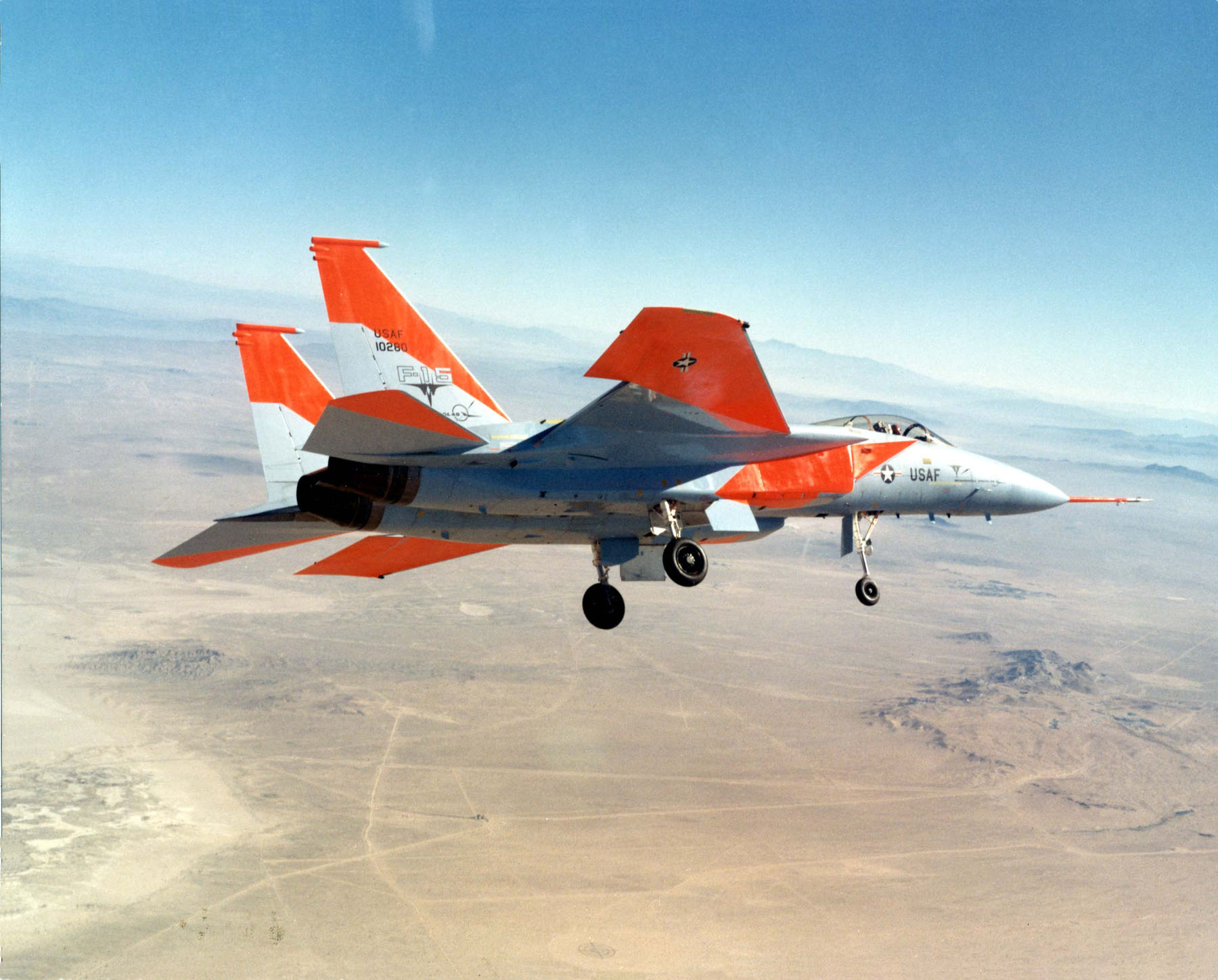
Luglio 1972. Il primo volo del prototipo (S/N 71-0280) di McDonnell Douglas F-15A

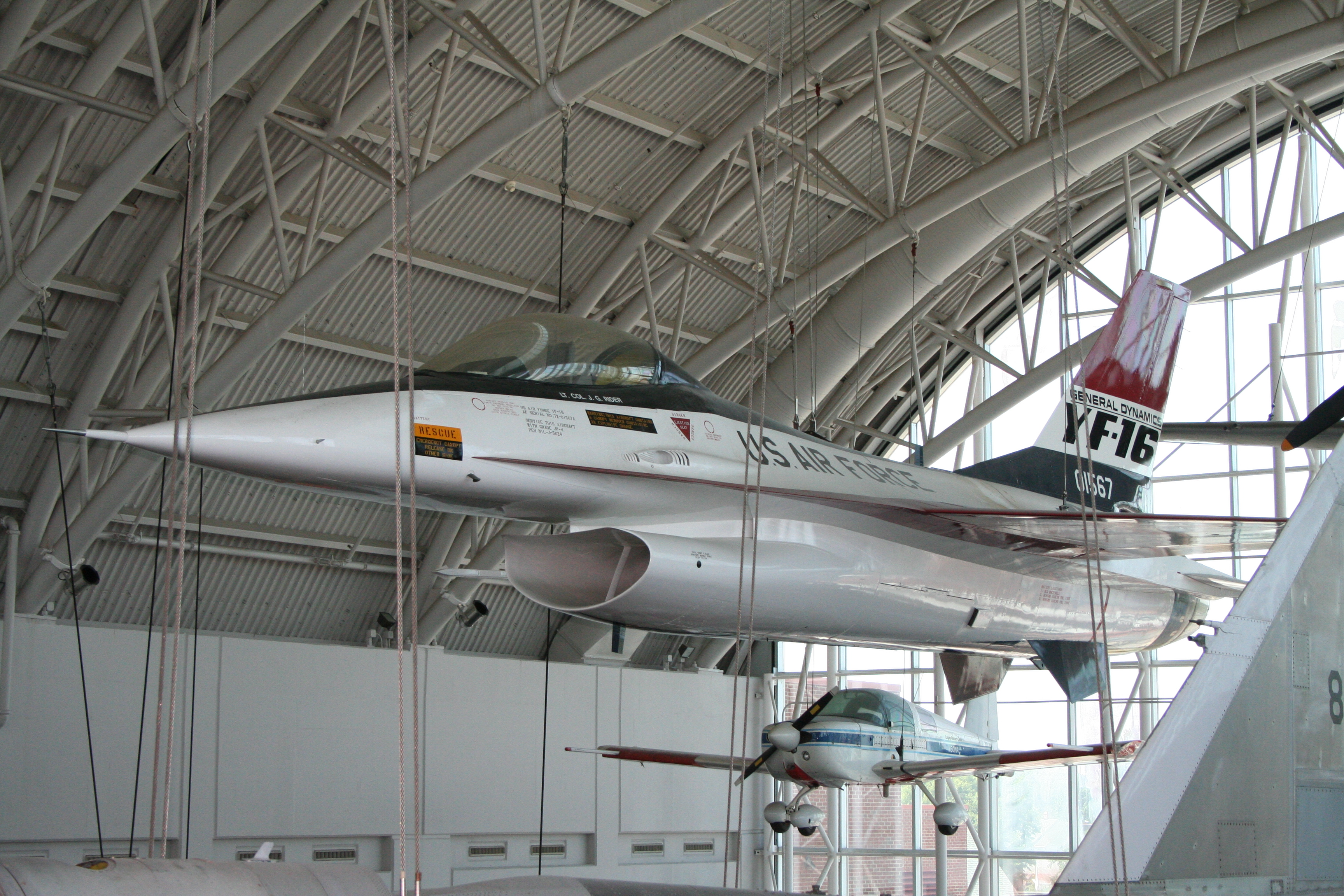
Un prototipo Y-16 (esempio di lightweight fighter) esposto al Virginia Air and Space Center

Fighter Mafia era un gruppo di ufficiali dell'USAF e di analisti civili della difesa che negli anni 1970 propugnavano la Energy-Maneuverability theory di John Boyd per sviluppare gli aerei da caccia. La teoria introduceva il confronto uno-ad-uno delle prestazioni degli aerei in termini di manovre di combattimento aereo, ed identificava (con riferimento al panorama tecnico del tempo) le carenze sia nei progetti di velivoli in servizio, sia dei progetti di apparecchi "futuribili".
Gli adepti della Fighter Mafia influirono sulla determinazioni delle specifiche tecniche del progetto F-X (che avrebbe anche portato alla nascita dell'F-15), e continuarono per conto proprio a definire le specifiche del Lightweight Fighter program. Il nomignolo, un gioco di parole da addetti ai lavori coniato da un aviere di origini italiane, faceva argutamente il verso alla Bomber Mafia, cerchia di teorici della Air Corps Tactical School le cui idee, negli anni 1930, condussero alla supremazia "politica" del bombardamento strategico, a scapito della maggior considerazione che forse avrebbe meritato il caccia nella pianificazione della United States Air Force. La Fighter Mafia fu decisiva per favorire un ritorno alla maneggevolezza aerea come qualità essenziale degli aerei da caccia, dopo che la Guerra del Vietnam aveva confutato la plausibilità dei missili a lungo raggio quali armi risolutive nel combattimento aereo. Questo diede origine ad una nuova generazione di aerei militari, quali gli F-14, F-15, F-16 e F/A-18.

## Contesto di sfondo

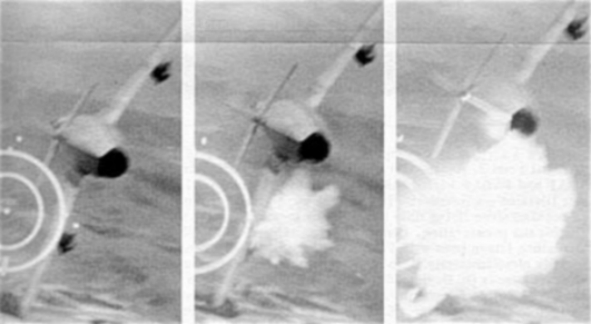
Vietnam, giugno 1967. Sequenza documentante l'abbattimento di un MiG-17 nordvietnamita per opera di un F-105 USAF; impiegato un cannoncino da 20 mm.

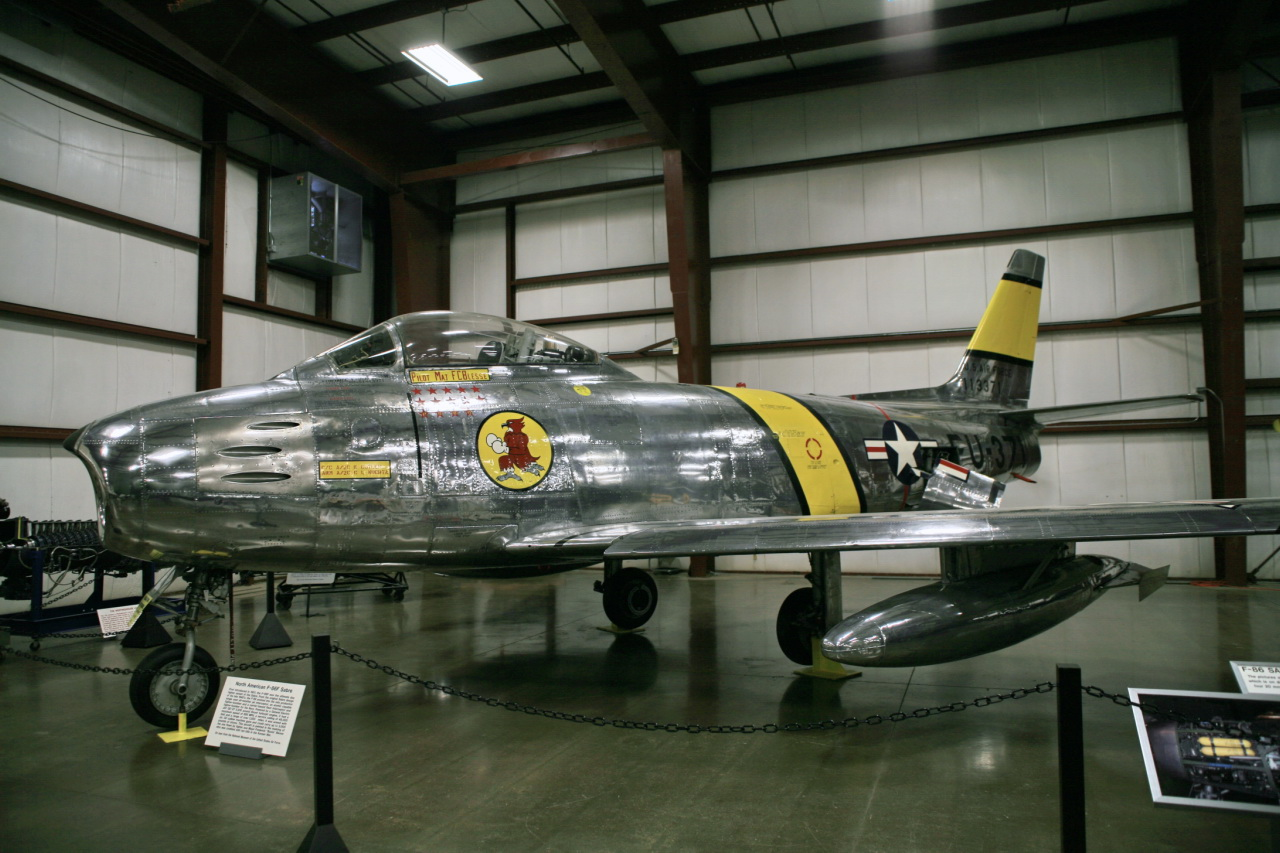
La variante "caccia diurno" (F-86F) del North American F-86 Sabre, esposta al New England Air Museum di Arlington (Virginia).

Negli anni 1960, sia l'aeronautica americana sia la U.S. Navy avevano iniziato il percorso di acquisizione di grossi e pesanti caccia concepiti principalmente per combattere con i missili. Il Progetto Forecast, un tentativo dell'USAF di identificare nel 1963 le tendenze delle armi nel futuro, stabilì che ad una forza contraerea sarebbe stato chiesto di distruggere gli aerei in volo da grande distanza grazie a sistemi d'arma evoluti. A giudizio dell'USAF, questa esigenza sarebbe stata soddisfatta per i successivi vent'anni allestendo versioni armate di missili degli F-111 e F-4 Phantom II. Il programma di adozione di caccia F-X, dapprima unificato nel programma TFX (che originò l'F-111), era scritto nell'alveo di queste linee generali.
La prova del fuoco, nella guerra del Vietnam, dimostrò l'inconsistenza pratica del concetto intellettuale di "caccia missiliere". Regole di ingaggio, limitazioni nelle comunicazioni, scarse prestazioni dei missili ed una gran quantità di altri problemi cospiravano a degradare il combattimento aria-aria all'antiquato stile dogfight quasi in ogni situazione. A dispetto dell'enorme superiorità tecnologica sulla carta, gli F-4 di marina ed aviazione USA si ritrovavano a combattere dappresso contro gli "inferiori" MiG-21, peraltro uscendone troppo spesso sconfitti. I caccia pesanti e poco manovrieri vagheggiati dal progetto F-X avrebbero potuto soltanto peggiorare tale quadro, già di per sé sconfortante.
Il lavoro di Boyd nella teoria E-M (già ricordata in proemio) provò che l'F-111 non aveva le qualità per adattarsi al ruolo di caccia, ed il progetto F-X dell'Air Force fu senza clamori riscritto per rispecchiare tali rilievi, eliminando l'aggravio dell'ala a geometria variabile, riducendo il peso lordo da 60 000 libbre abbondanti a poco meno di 40 000, e la velocità massima da Mach 2,5 a 2,3. Ne scaturì l'F-15 Eagle, macchina di gran lunga superiore, in fatto di maneggevolezza, alle varianti da caccia dell'F-111. L'USAF stava meditando anche un più leggero caccia diurno; a partire dal 1965, essa aveva perseguito uno studio a bassa priorità dell'Advanced Day Fighter (ADF), un progetto da 25 000 libbre. Quando, nel 1967, si conobbe l'esistenza del MiG-25, si diffuse una qualche forma di apprensione ed il progetto ADF venne abbandonato per concentrare il lavoro sull'F-15. Detto aeromobile, più leggero nel progetto originale, aumentò di dimensioni e di peso nello sforzo di tenere il passo con le mirabolanti prestazioni di cui (a torto) veniva accreditato il MiG-25. Benché l'F-15 fosse il risultato di importanti contributi di Boyd, egli lo giudicava ancora un compromesso.

## Protagonisti

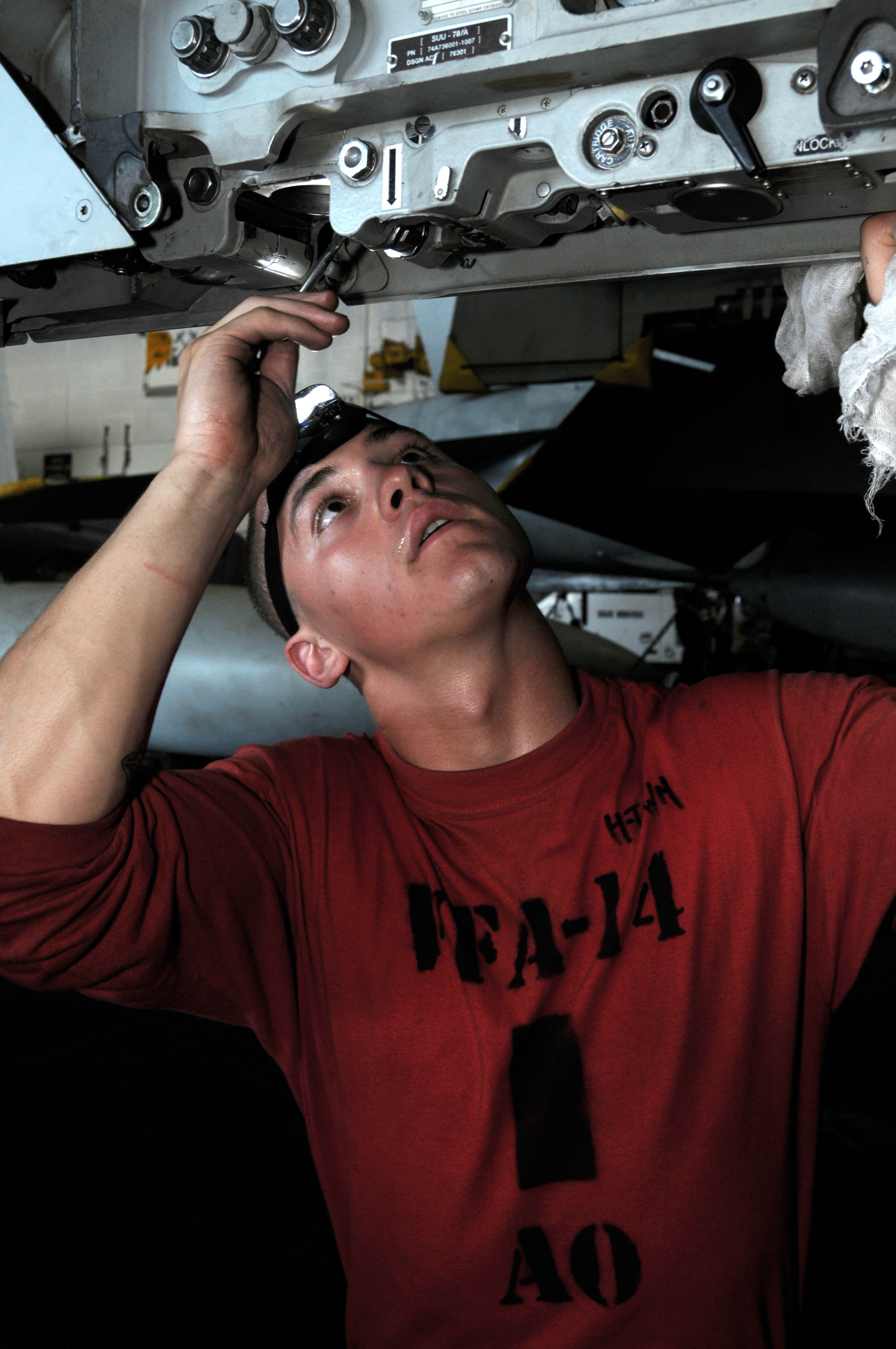
Bengala, 2009. Uno specialista riordina una barra per bomba aerea sulla USS Nimitz (CVN-68).

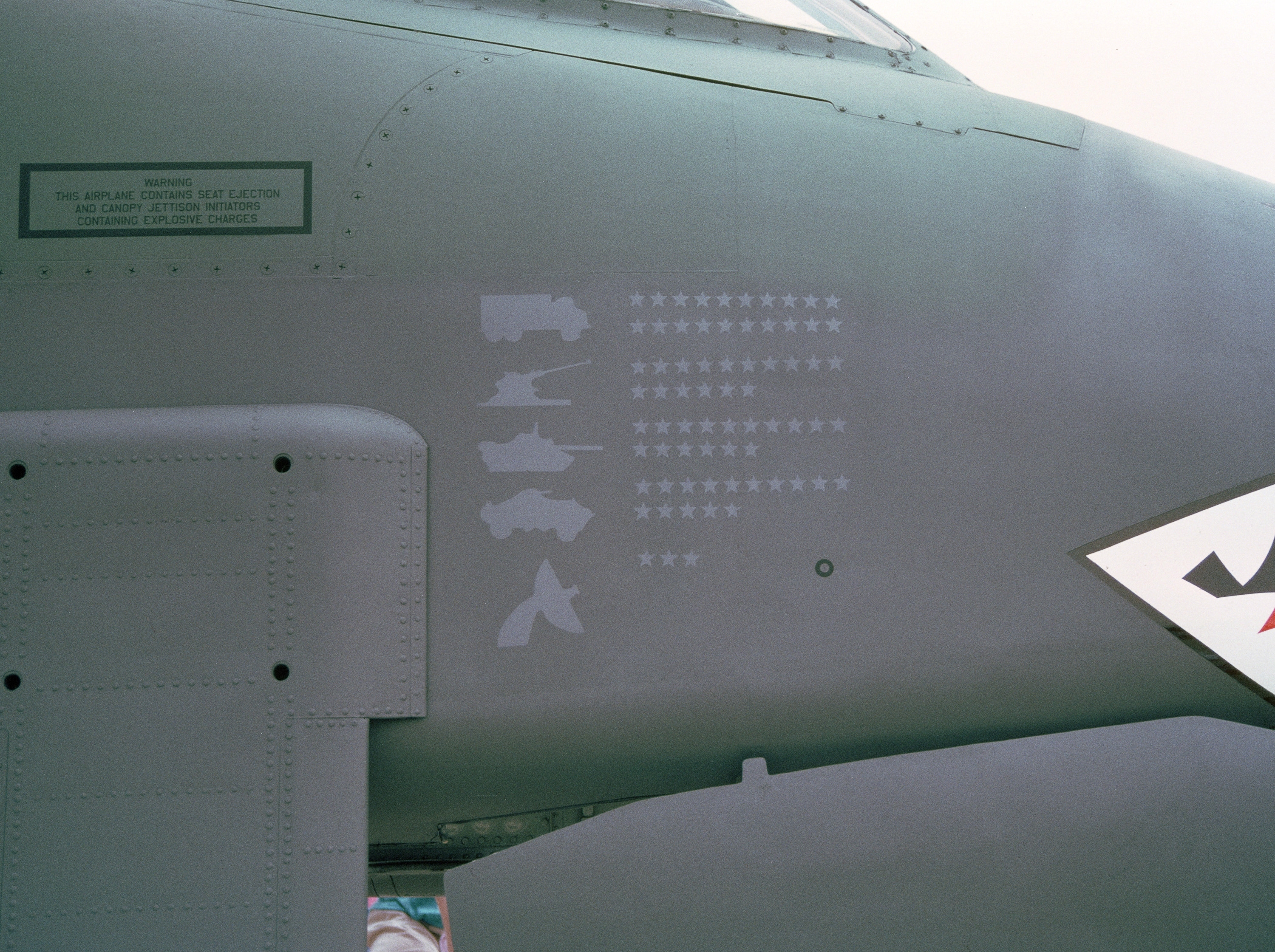
1991. "Primo piano" di un A-10, che ostenta i propri "trofei di caccia" nella guerra del Golfo.

Boyd, gli analisti della difesa  Tom Christie e Pierre Sprey, il pilota collaudatore colonnello Everest Riccioni, assieme all'ingegnere aeronautico Harry Hillaker formarono quella che si auto-soprannominò Fighter Mafia, operando dietro le quinte al termine degli anni 1960 per ricercare un caccia leggero che potesse scalzare l'F-15. Com'è facile intuire, fu Riccioni, ironizzando sulle proprie origini italiane, ad inventare il nomignolo, riecheggiando la Bomber Mafia (i cui accoliti, del resto, mantenevano ancora saldamente le posizioni di potere USAF), e riservando a sé stesso il ruolo di "padrino". Nel 1969, sotto il pretesto che la marina americana dovesse sviluppare un piccolo velivolo ad alte prestazioni per le esigenze di quella forza armata, Riccioni conquistò 149 000 dollari per finanziare uno  Study to Validate the Integration of Advanced Energy-Maneuverability Theory with Trade-Off Analysis. Questa somma fu spartita tra Northrop Corporation e General Dynamics per incarnare praticamente la teoria E-M cara a Boyd: un piccolo, aerodinamico, leggero caccia "puro", senza barre per bombe. La Northrop chiese ed ottenne 100 000 dollari per progettare l'YF-17, mentre la General Dynamics, che smaniava per avere la rivincita sul "fiasco" F-111, dovette accontentarsi della rimanenza per creare il suo YF-16.

## Conclusioni
Il Segretario alla Difesa Melvin Robert Laird ed il suo vice David Packard, che presero servizio nell'amministrazione Nixon nel 1969, erano interessati a questi studi, cui diedero il loro sostegno. Nel maggio 1971, il Congresso emise un rapporto critico sull'F-14 e sull'F-15, appoggiando lo stanziamento di cinquanta milioni di dollari per la creazione di un caccia leggero (lightweight fighter, LWF) alternativo. Questo portò all'assegnazione di dodici milioni di dollari nel bilancio dell'anno fiscale 1972 per il piano LWF. Il 6 gennaio 1971 fu rivolta all'industria una request for proposal per un caccia da 20 000 libbre da affiancare all'F-15.
Sprey insistette su una separazione tra i due prototipi, come già aveva fatto in passato con il programma A-X, mettendo in lizza gli aerei con i MiG-17 e i MiG-21 segretamente detenuti in Nevada, e con gli F-4. Oltre tutto, i piloti valutatori non sarebbero stati piloti collaudatori, e ciascuno avrebbe volato sulle due "piattaforme" sperimentali.
Retrospettivamente, il principale merito dei questa corrente di pensiero è stata l'introduzione della teoria E-M quale base per valutare e concepire gli apparecchi in relazione alle manovre di combattimento aereo. Tuttavia, il loro disprezzo (un po' snobistico) per quello che chiamavano gold-plating, ossia l'aggiunta di "diavolerie" tecnologiche, si sarebbe rivelato improvvido. In realtà, la tecnologia si sarebbe dimostrata vitale per proteggere gli aerei dai missili, in un campo di battaglia sempre più gravido di sensori, al contempo svelando insospettate vocazioni multi-missione nelle macchine moderne (ancorché, obiettivamente, la Fighter Mafia avesse tra i suoi dogmi il fatto che le missioni di attacco al suolo andassero elettivamente demandate a mezzi specializzati, quale l'A-10, che davvero in questo settore operativo vanta una notevole supremazia).